# Categoría Primera A 2014
Categoría Primera A 2014 var den högsta divisionen i fotboll i Colombia för säsongen 2014. Divisionen bestod av två mästerskap - Torneo Apertura och Torneo Finalización - som korade två separata mästare. Divisionen kvalificerade även lag till Copa Sudamericana 2015 och Copa Libertadores 2015. Atlético Nacional vann Torneo Apertura efter att ha besegrat Junior i finalen efter en straffläggning i den andra finalmatchen, vilket innebar att Atlético Nacional tog sin tredje raka ligaseger. I Torneo Finalización vann Santa Fe finalspelet mot Independiente Medellín med 3-2 totalt över två matcher. Fortaleza degraderades efter att ha kommit sist i nedflyttningstabellen.

## Torneo Apertura
Alla lag mötte varandra en gång, antingen hemma eller borta, vilket innebar totalt 17 omgångar. Därutöver spelade alla lag varsin "derbyomgång" där det spelades derbyn eller andra matcher mellan rivaler, vilket innebar totalt 18 omgångar under Torneo Apertura. De åtta främsta lagen gick till slutspel.
Lag 1–8: Till slutspel.
| Nr | Lag                    | S  | V  | O | F | GM | IM | MS  | P  |
| -- | ---------------------- | -- | -- | - | - | -- | -- | --- | -- |
| 1  | Atlético Nacional      | 18 | 10 | 4 | 4 | 35 | 22 | +13 | 34 |
| 2  | Millonarios            | 18 | 10 | 3 | 5 | 27 | 15 | +12 | 33 |
| 3  | Junior                 | 18 | 10 | 3 | 5 | 20 | 17 | +3  | 33 |
| 4  | Santa Fe               | 18 | 8  | 6 | 4 | 24 | 16 | +8  | 30 |
| 5  | Once Caldas            | 18 | 7  | 8 | 3 | 27 | 17 | +10 | 29 |
| 6  | Envigado               | 18 | 9  | 1 | 8 | 27 | 24 | +3  | 28 |
| 7  | Itagüí Ditaires        | 18 | 8  | 4 | 6 | 21 | 23 | −2  | 28 |
| 8  | La Equidad             | 18 | 7  | 6 | 5 | 17 | 17 | 0   | 27 |
| 9  | Alianza Petrolera      | 18 | 8  | 3 | 7 | 23 | 28 | −5  | 27 |
| 10 | Boyacá Chicó           | 18 | 7  | 4 | 7 | 19 | 16 | +3  | 25 |
| 11 | Independiente Medellín | 18 | 5  | 6 | 7 | 26 | 30 | −4  | 21 |
| 12 | Deportivo Pasto        | 18 | 4  | 8 | 6 | 28 | 26 | +2  | 20 |
| 13 | Atlético Huila         | 18 | 5  | 4 | 9 | 23 | 26 | −3  | 19 |
| 14 | Deportivo Cali         | 18 | 5  | 4 | 9 | 16 | 22 | −6  | 19 |
| 15 | Patriotas              | 18 | 5  | 4 | 9 | 20 | 30 | −10 | 19 |
| 16 | Fortaleza              | 18 | 3  | 8 | 7 | 22 | 26 | −4  | 17 |
| 17 | Uniautónoma            | 18 | 4  | 5 | 9 | 20 | 30 | −10 | 17 |
| 18 | Deportes Tolima        | 18 | 4  | 5 | 9 | 18 | 28 | −10 | 17 |

Färgkoder:
     – Kvalificerade för slutspel.

### Slutspel
|  | Kvartsfinaler | Kvartsfinaler     | Kvartsfinaler | Kvartsfinaler | Kvartsfinaler |       |             | Semifinaler       | Semifinaler | Semifinaler | Semifinaler | Semifinaler |  |   | Final                 | Final | Final | Final | Final |  |
|  |               |                   |               |               |               |       |             |                   |             |             |             |             |  |   |                       |       |       |       |       |  |
|  | 1             | Atlético Nacional | 4             | 2             | 6             |       |             |                   |             |             |             |             |  |   |                       |       |       |       |       |  |
|  | 6             | Envigado          | 1             | 1             | 2             |       |             |                   |             |             |             |             |  |   |                       |       |       |       |       |  |
|  | 6             | Envigado          | 1             | 1             | 2             |       | 1           | Atlético Nacional | 0           | 2           | 2           |             |  |   |                       |       |       |       |       |  |
|  |               |                   |               |               |               |       | 1           | Atlético Nacional | 0           | 2           | 2           |             |  |   |                       |       |       |       |       |  |
|  |               | 4                 | Santa Fe      | 1             | 0             | 1     |             |                   |             |             |             |             |  |   |                       |       |       |       |       |  |
|  | 4             | 4                 | Santa Fe      | 1             | 0             | 1     | Santa Fe    | 4                 | 1           | 5           |             |             |  |   |                       |       |       |       |       |  |
|  | 4             |                   |               |               |               |       | Santa Fe    | 4                 | 1           | 5           |             |             |  |   |                       |       |       |       |       |  |
|  | 5             | Once Caldas       | 1             | 2             | 3             |       |             |                   |             |             |             |             |  |   |                       |       |       |       |       |  |
|  | 5             | Once Caldas       | 1             | 2             | 3             |       |             |                   |             |             |             |             |  | 1 | Atlético Nacional (s) | 0     | 2     | 2 (4) |       |  |
|  |               |                   |               |               |               |       |             |                   |             |             |             |             |  | 1 | Atlético Nacional (s) | 0     | 2     | 2 (4) |       |  |
|  |               | 3                 | Junior        | 1             | 1             | 2 (2) |             |                   |             |             |             |             |  |   |                       |       |       |       |       |  |
|  | 2             | 3                 | Junior        | 1             | 1             | 2 (2) | Millonarios | 1                 | 1           | 2           |             |             |  |   |                       |       |       |       |       |  |
|  | 2             |                   |               |               |               |       | Millonarios | 1                 | 1           | 2           |             |             |  |   |                       |       |       |       |       |  |
|  | 8             | La Equidad        | 0             | 1             | 1             |       |             |                   |             |             |             |             |  |   |                       |       |       |       |       |  |
|  | 8             | La Equidad        | 0             | 1             | 1             |       | 2           | Millonarios       | 0           | 0           | 0           |             |  |   |                       |       |       |       |       |  |
|  |               |                   |               |               |               |       | 2           | Millonarios       | 0           | 0           | 0           |             |  |   |                       |       |       |       |       |  |
|  |               | 3                 | Junior        | 0             | 1             | 1     |             |                   |             |             |             |             |  |   |                       |       |       |       |       |  |
|  | 3             | 3                 | Junior        | 0             | 1             | 1     | Junior      | 1                 | 2           | 3           |             |             |  |   |                       |       |       |       |       |  |
|  | 3             |                   |               |               |               |       | Junior      | 1                 | 2           | 3           |             |             |  |   |                       |       |       |       |       |  |
|  | 7             | Itagüí Ditaires   | 1             | 1             | 2             |       |             |                   |             |             |             |             |  |   |                       |       |       |       |       |  |

## Torneo Finalización
Alla lag mötte varandra en gång, antingen hemma eller borta, vilket innebar totalt 17 omgångar. Därutöver spelade alla lag varsin "derbyomgång" där det spelades derbyn eller andra matcher mellan rivaler, vilket innebar totalt 18 omgångar under Torneo Finalización. De åtta främsta lagen gick till slutspel.
Lag 1–8: Till slutspel.
| Nr | Lag                    | S  | V | O | F  | GM | IM | MS  | P  |
| -- | ---------------------- | -- | - | - | -- | -- | -- | --- | -- |
| 1  | Santa Fe               | 18 | 9 | 4 | 5  | 24 | 13 | +11 | 31 |
| 2  | Independiente Medellín | 18 | 9 | 3 | 6  | 29 | 21 | +8  | 30 |
| 3  | Atlético Nacional      | 18 | 8 | 5 | 5  | 26 | 12 | +14 | 29 |
| 4  | Águilas Doradas        | 18 | 9 | 2 | 7  | 23 | 21 | +2  | 29 |
| 5  | Once Caldas            | 18 | 7 | 7 | 4  | 24 | 17 | +7  | 28 |
| 6  | Deportivo Cali         | 18 | 8 | 4 | 6  | 25 | 25 | 0   | 28 |
| 7  | Deportes Tolima        | 18 | 7 | 7 | 4  | 23 | 25 | −2  | 28 |
| 8  | Atlético Huila         | 18 | 7 | 6 | 5  | 25 | 18 | +7  | 27 |
| 9  | Alianza Petrolera      | 18 | 7 | 6 | 5  | 17 | 16 | +1  | 27 |
| 10 | Patriotas              | 18 | 7 | 5 | 6  | 19 | 24 | −5  | 26 |
| 11 | Boyacá Chicó           | 18 | 5 | 7 | 6  | 23 | 22 | +1  | 22 |
| 12 | Junior                 | 18 | 6 | 4 | 8  | 19 | 20 | −1  | 22 |
| 13 | Fortaleza              | 18 | 5 | 6 | 7  | 17 | 21 | −4  | 21 |
| 14 | Envigado               | 18 | 5 | 5 | 8  | 18 | 20 | −2  | 20 |
| 15 | Millonarios            | 18 | 5 | 5 | 8  | 22 | 28 | −6  | 20 |
| 16 | Uniautónoma            | 18 | 4 | 6 | 8  | 15 | 23 | −8  | 18 |
| 17 | Deportivo Pasto        | 18 | 3 | 9 | 6  | 15 | 23 | −8  | 18 |
| 18 | La Equidad             | 18 | 3 | 5 | 10 | 16 | 31 | −15 | 14 |

Färgkoder:
     – Kvalificerade för slutspel.

### Semifinalomgång
Semifinalomgången bestod av två olika grupper med fyra lag i varje grupp. Varje lag spelade sex macher och därefter gick det bästa lagen i varje grupp vidare till final. Om lag fick samma poäng, räknades placeringen i grundserien.
| Nr | Lag               | S | V | O | F | GM | IM | MS | P  |
| -- | ----------------- | - | - | - | - | -- | -- | -- | -- |
| 1  | Santa Fe          | 6 | 3 | 2 | 1 | 8  | 6  | +2 | 11 |
| 2  | Atlético Huila    | 6 | 3 | 2 | 1 | 8  | 6  | +2 | 11 |
| 3  | Atlético Nacional | 6 | 2 | 0 | 4 | 4  | 6  | −2 | 6  |
| 4  | Once Caldas       | 6 | 2 | 0 | 4 | 4  | 6  | −2 | 6  |

| Nr | Lag                    | S | V | O | F | GM | IM | MS | P  |
| -- | ---------------------- | - | - | - | - | -- | -- | -- | -- |
| 1  | Independiente Medellín | 6 | 3 | 2 | 1 | 11 | 9  | +2 | 11 |
| 2  | Deportivo Cali         | 6 | 2 | 2 | 2 | 12 | 13 | −1 | 8  |
| 3  | Águilas Doradas        | 6 | 1 | 4 | 1 | 11 | 11 | 0  | 7  |
| 4  | Deportes Tolima        | 6 | 1 | 2 | 3 | 10 | 11 | −1 | 5  |

### Final
Finalen spelades i bäst av två matcher. Vid ett likaläge skulle straffsparksläggning ha tillämpats. Santa Fe vann den första matchen med 2-1 och då lagen spelade lika i den andra matchen, blev Santa Fe mästare av Torneo Finalización 2014 och därmed kvalificerade för Copa Libertadores 2015 och även Superliga de Colombia 2015.
| Lag 1    | Resultat | Lag 2                  | 1:a matchen | 2:a matchen | Straffar |
| -------- | -------- | ---------------------- | ----------- | ----------- | -------- |
| Santa Fe | 3–2      | Independiente Medellín | 2–1         | 1–1         | —        |

## Nedflyttning
Ett lag flyttades ner och ett lag gick till nedflyttningskval efter säsongen. Detta avgjordes genom en speciell nedflyttningstabell, som är vardera lags snittpoäng över de tre senaste säsongerna.
| #  | Team                   | 2012 Png | 2013 Png | 2014 Png | Total Png | Totalt Spelade | Snitt |
| -- | ---------------------- | -------- | -------- | -------- | --------- | -------------- | ----- |
| 1  | Atlético Nacional      | 52       | 69       | 63       | 184       | 108            | 1.704 |
| 2  | Águilas Pereira        | 61       | 58       | 57       | 176       | 108            | 1.63  |
| 3  | Santa Fe               | 52       | 61       | 61       | 175       | 108            | 1.62  |
| 4  | Millonarios            | 57       | 59       | 53       | 169       | 108            | 1.565 |
| 5  | Junior                 | 57       | 52       | 55       | 164       | 108            | 1.519 |
| 6  | Deportes Tolima        | 65       | 50       | 45       | 160       | 108            | 1.481 |
| 7  | Deportivo Cali         | 49       | 58       | 47       | 154       | 108            | 1.426 |
| 8  | La Equidad             | 61       | 45       | 41       | 147       | 108            | 1.361 |
| 9  | Once Caldas            | 33       | 56       | 57       | 146       | 108            | 1.352 |
| 10 | Deportivo Pasto        | 52       | 53       | 38       | 143       | 108            | 1.324 |
| 11 | Independiente Medellín | 43       | 47       | 51       | 141       | 108            | 1.306 |
| 12 | Alianza Petrolera      | 41       | 38       | 54       | 133       | 108            | 1.231 |
| 13 | Envigado               | 44       | 38       | 48       | 131       | 108            | 1.213 |
| 14 | Boyacá Chicó           | 49       | 34       | 47       | 130       | 108            | 1.204 |
| 15 | Atlético Huila         | 41       | 40       | 46       | 127       | 108            | 1.176 |
| 16 | Patriotas              | 44       | 34       | 45       | 123       | 108            | 1.139 |
| 17 | Uniautónoma            | 44       | 34       | 35       | 113       | 108            | 1.046 |
| 18 | Fortaleza              | 35       | 39       | 38       | 112       | 108            | 1.037 |

### Nedflyttningskval
| Lag 1   | Resultat | Lag 2       | 1:a matchen | 2:a matchen | Straffar |
| ------- | -------- | ----------- | ----------- | ----------- | -------- |
| Quindío | 0–2      | Uniautónoma | 0–0         | 0–2         | —        |

## Kvalificering för internationella turneringar
- Copa Libertadores 2015:
  - Vinnaren av Torneo Apertura: Atlético Nacional
  - Vinnaren av Torneo Finalización: Santa Fe
  - Bästa icke-kvalificerade laget i den sammanlagda tabellen: Once Caldas
- Copa Sudamericana 2015:
  - Vinnaren av Copa Colombia 2014: Deportes Tolima
  - Vinnaren av Superliga de Colombia 2015: Santa Fe
  - Bästa valbara lag i den sammanlagda tabellen: Águilas Pereira
  - Bästa valbara lag i den sammanlagda tabellen: Junior

### Sammanlagd tabell
Den sammanlagda tabellen består av samtliga matcher som spelats av varje lag under året, inklusive eventuella slutspelsmatcher. Genom den sammanlagda tabellen avgörs vilka lag som kvalificerar sig till Copa Libertadores 2015 (det bästa icke-kvalificerade laget i tabellen som inte redan kvalificerat sig) och till Copa Sudamericana 2015 (de bäst placerade lagen som inte kvalificerat sig för Copa Sudamericana). Utöver detta kvalificerar sig även vinnarna av Torneo Apertura respektive Finalización till Copa Libertadores, samt vinnarna av Copa Colombia respektive Superliga de Colombia till Copa Sudamericana. I de fall samma lag vunnit Apertura och Finalización går den andra platsen i Copa Libertadores till det i övrigt bäst placerade laget i den sammanlagda tabellen, medan den tredje platsen går till nästföljande lag i tabellen. Samma princip gäller ifall ett och samma lag vunnit Copa Colombia och Superliga de Colombia - platsen i Copa Sudamericana går då istället till ett lag i den sammanlagda tabellen.
| Nr | Lag                    | S  | V  | O  | F  | GM | IM | MS  | P  |
| -- | ---------------------- | -- | -- | -- | -- | -- | -- | --- | -- |
| 1  | Santa FeLM, SC         | 48 | 23 | 13 | 12 | 65 | 42 | +23 | 82 |
| 2  | Atlético NacionalLM    | 48 | 24 | 9  | 15 | 75 | 45 | +30 | 81 |
| 3  | Once Caldas            | 44 | 17 | 15 | 12 | 58 | 45 | +13 | 66 |
| 4  | Águilas Pereira        | 44 | 18 | 11 | 15 | 57 | 58 | −1  | 65 |
| 5  | Junior                 | 42 | 18 | 10 | 14 | 44 | 41 | +3  | 64 |
| 6  | Independiente Medellín | 44 | 17 | 12 | 15 | 68 | 63 | +5  | 63 |
| 7  | Millonarios            | 40 | 16 | 11 | 13 | 51 | 44 | +7  | 59 |
| 8  | Atlético Huila         | 42 | 15 | 12 | 15 | 56 | 50 | +6  | 57 |
| 9  | Deportivo Cali         | 42 | 15 | 10 | 17 | 53 | 60 | −7  | 55 |
| 10 | Alianza Petrolera      | 36 | 15 | 9  | 12 | 40 | 44 | −4  | 54 |
| 11 | Deportes TolimaCM      | 42 | 12 | 14 | 16 | 51 | 64 | −13 | 50 |
| 12 | Envigado               | 38 | 14 | 6  | 18 | 47 | 50 | −3  | 48 |
| 13 | Boyacá Chicó           | 36 | 12 | 11 | 13 | 42 | 38 | +4  | 47 |
| 14 | Patriotas              | 36 | 12 | 9  | 15 | 39 | 54 | −15 | 45 |
| 15 | La Equidad             | 38 | 10 | 12 | 16 | 34 | 50 | −16 | 42 |
| 16 | Deportivo Pasto        | 36 | 7  | 17 | 12 | 43 | 49 | −6  | 38 |
| 17 | Fortaleza              | 36 | 8  | 14 | 14 | 39 | 47 | −8  | 38 |
| 18 | Uniautónoma            | 36 | 8  | 11 | 17 | 35 | 53 | −18 | 35 |

Färgkoder:
     – Kvalificerade för Copa Libertadores 2015 och Copa Sudamericana 2015.

     – Kvalificerade för Copa Libertadores 2015.

     – Kvalificerade för Copa Sudamericana 2015.

LM Kvalificerade till Copa Libertadores genom vinst i Torneo Apertura och Torneo Finalización.

CM Kvalificerade till Copa Sudamericana genom vinst i Copa Colombia 2014.

SC Kvalificerade till Copa Sudamericana genom Superliga de Colombia 2015.